# NGC 3269
NGC 3269 هي مجرة تتبع كوكبة مفرغة الهواء. اكتشفها جون هيرشل في 1 مايو 1834.

## روابط خارجية
- NGC 3269 على موقع ويكي سكاي: DSS2, SDSS, GALEX, IRAS, Hydrogen α, X-Ray, Astrophoto, Sky Map, Articles and images